# Route nationale 577
Die N577 war von 1933 bis 1973 eine französische Nationalstraße, die zwischen Courthézon und Vaison-la-Romaine verlief. Ihre Länge betrug 27,5 Kilometer.